# Hubertuskapelle (Ückesdorf)

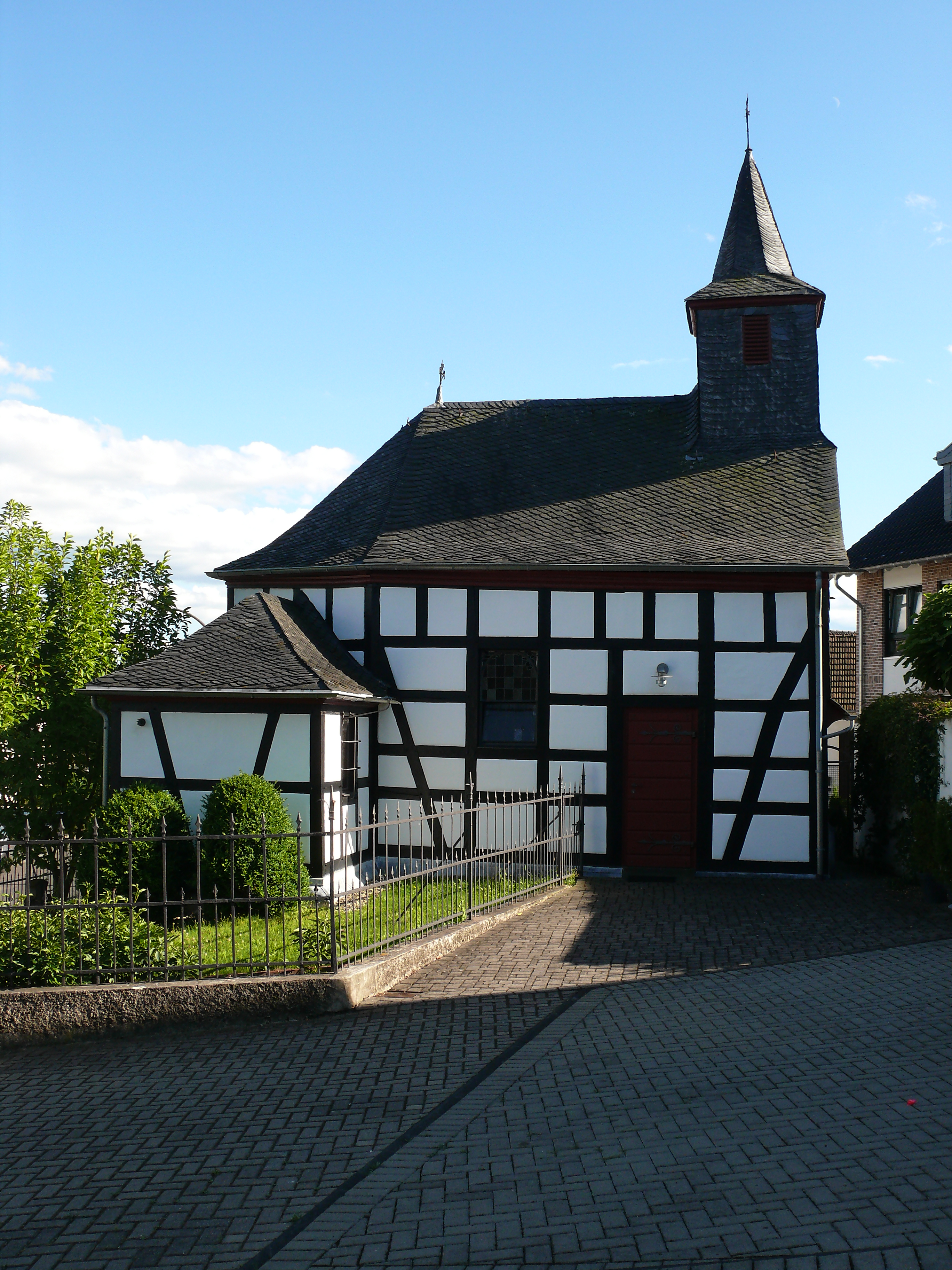
Nord-Ansicht der Hubertuskapelle in Bonn-Ückesdorf

Die Hubertuskapelle ist ein Kirchengebäude im Bonner Ortsteil Ückesdorf. Sie steht als Baudenkmal unter Denkmalschutz.

## Geschichte
Im Jahr 1718 ließ Michael Rheindorf (Sohn des Tilmannus Rheindorf & Elisabeth Moll), Vikar am Bonner Cassius-Stift, die Kapelle auf eigene Kosten erbauen. In den folgenden Jahren sorgten Michael Rheindorf und seine Familie mit weiteren Stiftungen für den Erhalt der Kapelle. Nach dem Tod des Stifters wurde der Familie Rheindorf das Patronatsrecht für die Hubertuskapelle zuerkannt und damit auch die Verpflichtung übernommen, die Kapelle zu erhalten. Lange Zeit bekleideten aufeinanderfolgend stets Mitglieder der Halfenfamilie Rheindorf das Amt des Vikars in der Pfarrgemeinde Ückesdorf.
Die örtliche Überlieferung berichtet über eine Begebenheit, die sich zugetragen haben soll und zur Neuweihung der ursprünglich der heiligen Dreifaltigkeit geweihten Kapelle führte. Danach wurde im Jahr 1727 eine Dorfbewohnerin von einem tollwütigen Hund gebissen. Der heilige Hubertus galt als Helfer gegen Tollwut und so begab sich die Dorfbewohnerin zusammen mit ihrem Ehemann barfuß auf eine Wallfahrt nach Saint-Hubert in den Ardennen zum Grab des heiligen Hubertus. Geheilt brachte das Ehepaar von dieser Wallfahrt eine Statue des Heiligen mit, die zum Dank in der Kapelle aufgestellt wurde. Um diese Zeit begann die Verehrung des heiligen Hubertus in Ückesdorf. Später wurde das Hubertusfest jeweils am 3. November gefeiert.
Bis zum Jahr 1968 war die Hubertuskapelle das einzige Kirchengebäude in Ückesdorf. Durch steigende Einwohnerzahlen in den 1950er und 1960er Jahren wurde die Kapelle zu klein, was zum Bau einer neuen und größeren Pfarrkirche führte, die jedoch bereits wieder abgebrochen wurde.

## Vikare in Ückesdorf
- Peter Rheindorf (* 3. Februar 1652; † 28. Februar 1729)
- Michael Rheindorf (* um 1675; † 28. März 1729), Stifter der Hubertuskapelle
- Michael Rheindorf (* 20. Juli 1706; † 23. Dezember 1741)
- Johannes Rheindorf (* 23. Dezember 1716)
- Johannes Baptista Rheindorf (* 9. Juni 1725; † 18. März 1795)

## Ausstattung
Im Innenraum der einschiffigen Fachwerkkapelle befand sich ursprünglich ein vom Bonner Stiftskapitel überlassener Katharinen-Altar, der aus der Krypta des Bonner Münsters stammt. Über den Verbleib dieses Altars ist nichts bekannt. Später erhielt die Kapelle einen spätbarocken Holzaltar. Im Retabel des Altars befindet sich ein Ölgemälde des heiligen Petrus, das im Jahr 1668 im Auftrag der Eheleute Johann und Katharina Schruder von Anton Rheindorf erschaffen wurde.
In der Kapelle befindet sich eine Skulptur des heiligen Hubertus und eine Madonnenskulptur, beides Holzarbeiten aus dem 18. Jahrhundert.
Im Giebelturm hängt eine Glocke von 1910 mit einem Durchmesser von 40 Zentimetern.

## Fotogalerie

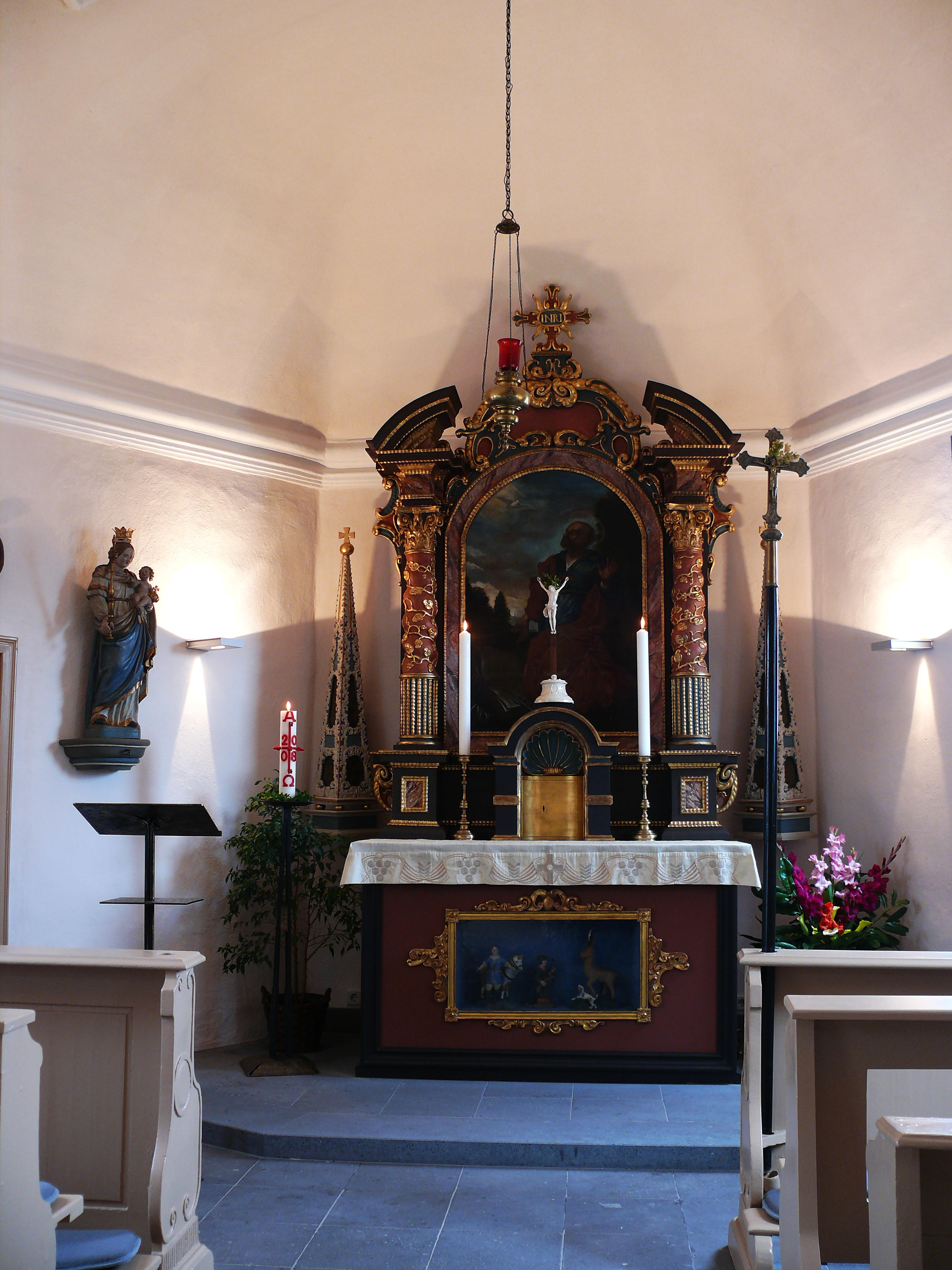
Der Barockaltar in der Hubertuskapelle
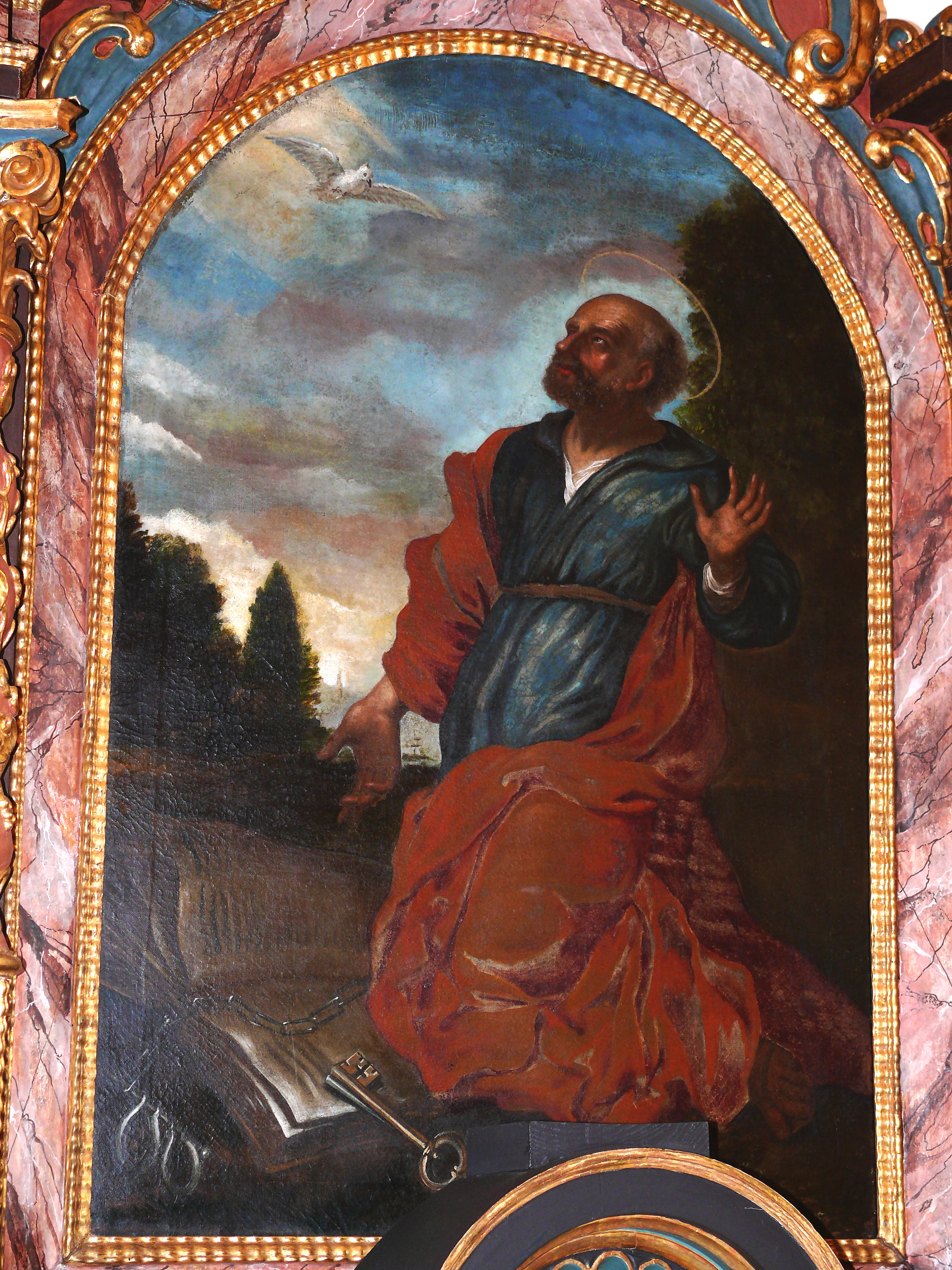
Das Altargemälde
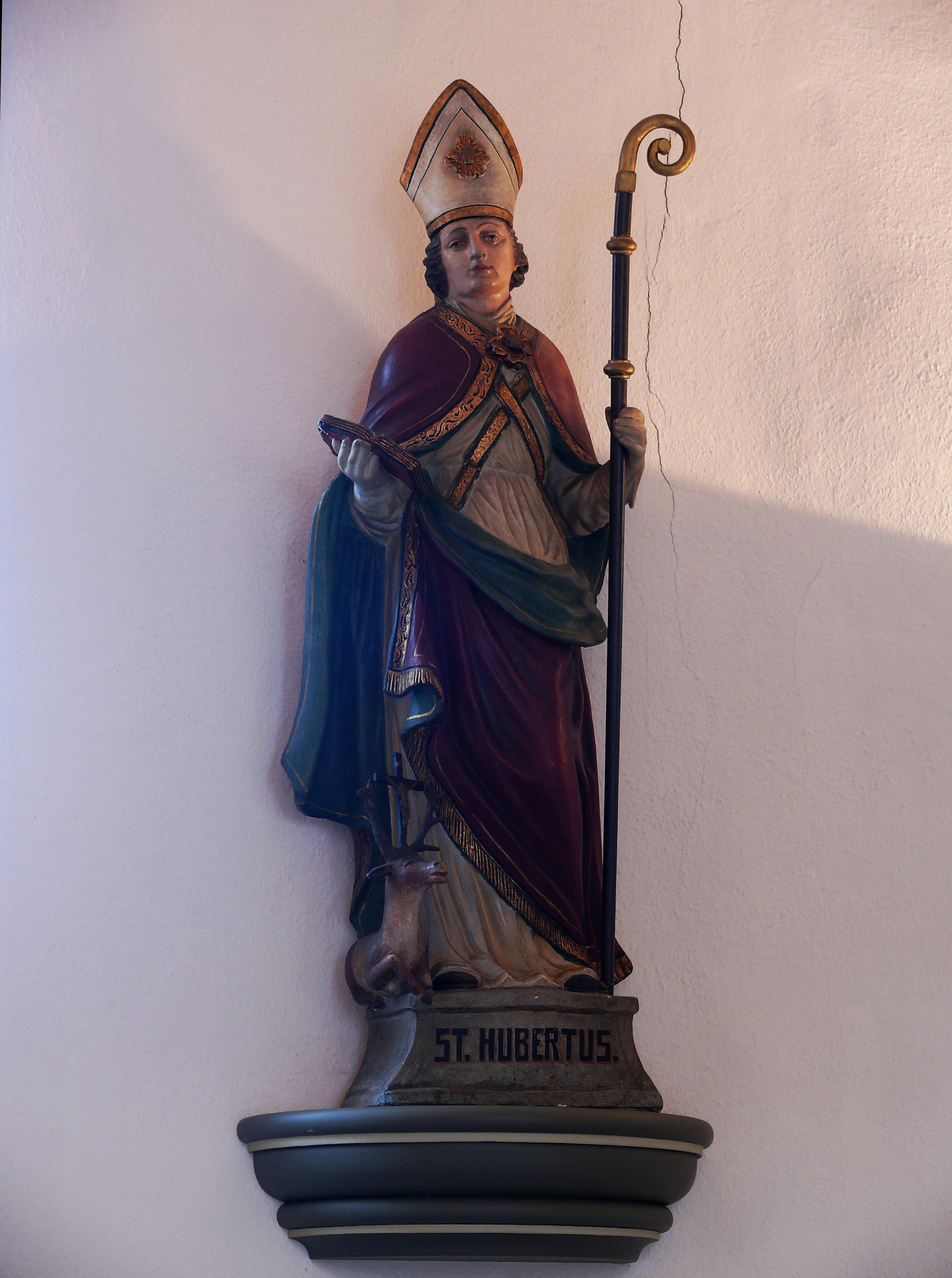
Hubertusskulptur aus dem 18. Jh.
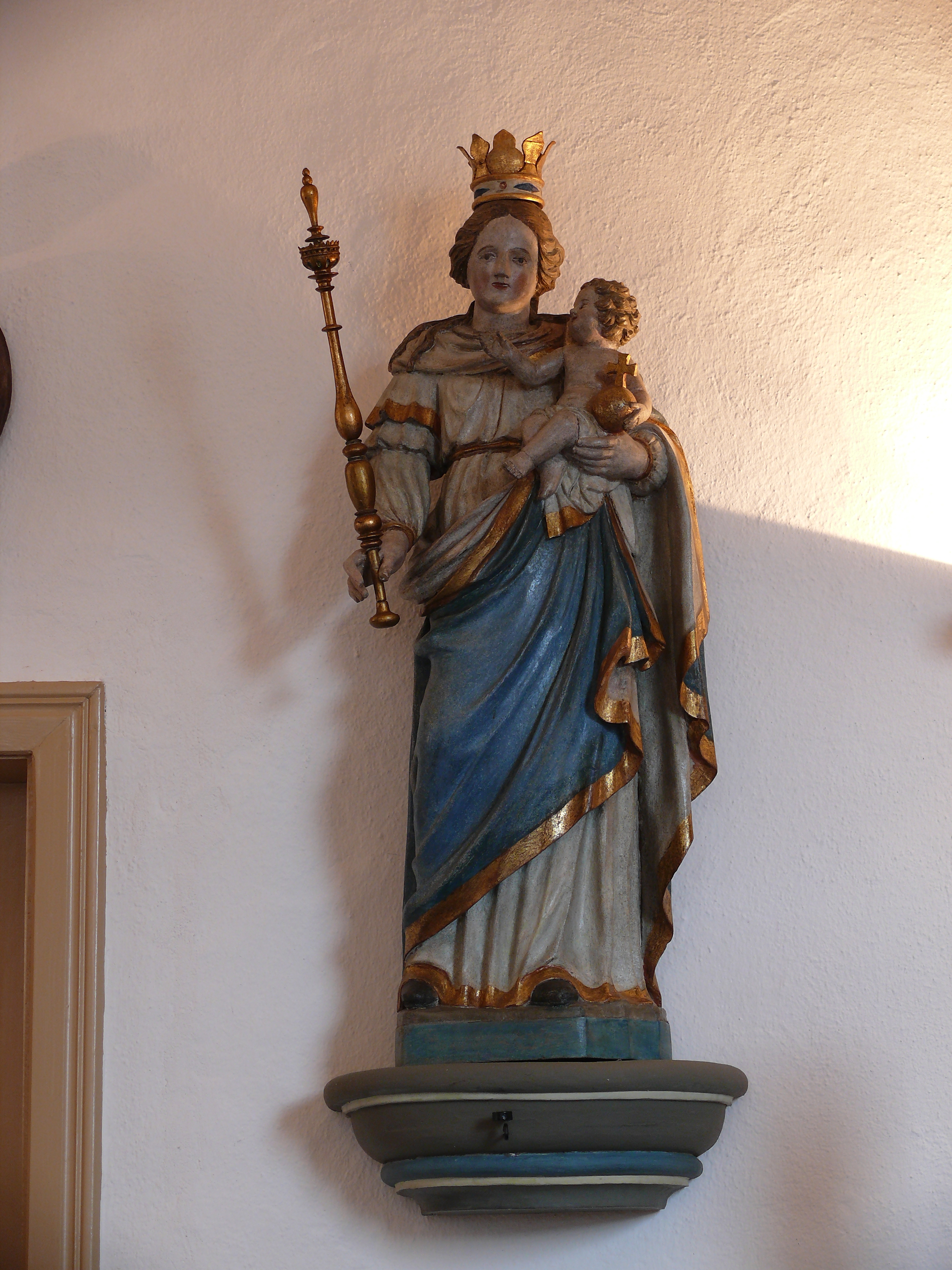
Madonna aus dem 18. Jh.